# Gunia

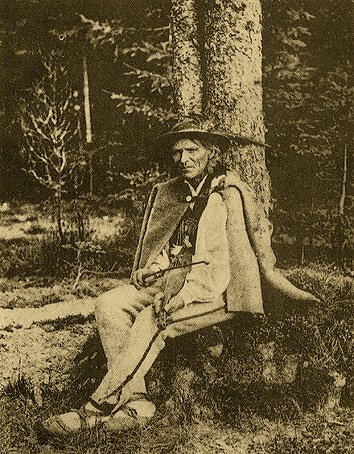
Sabała w wełnianej guni

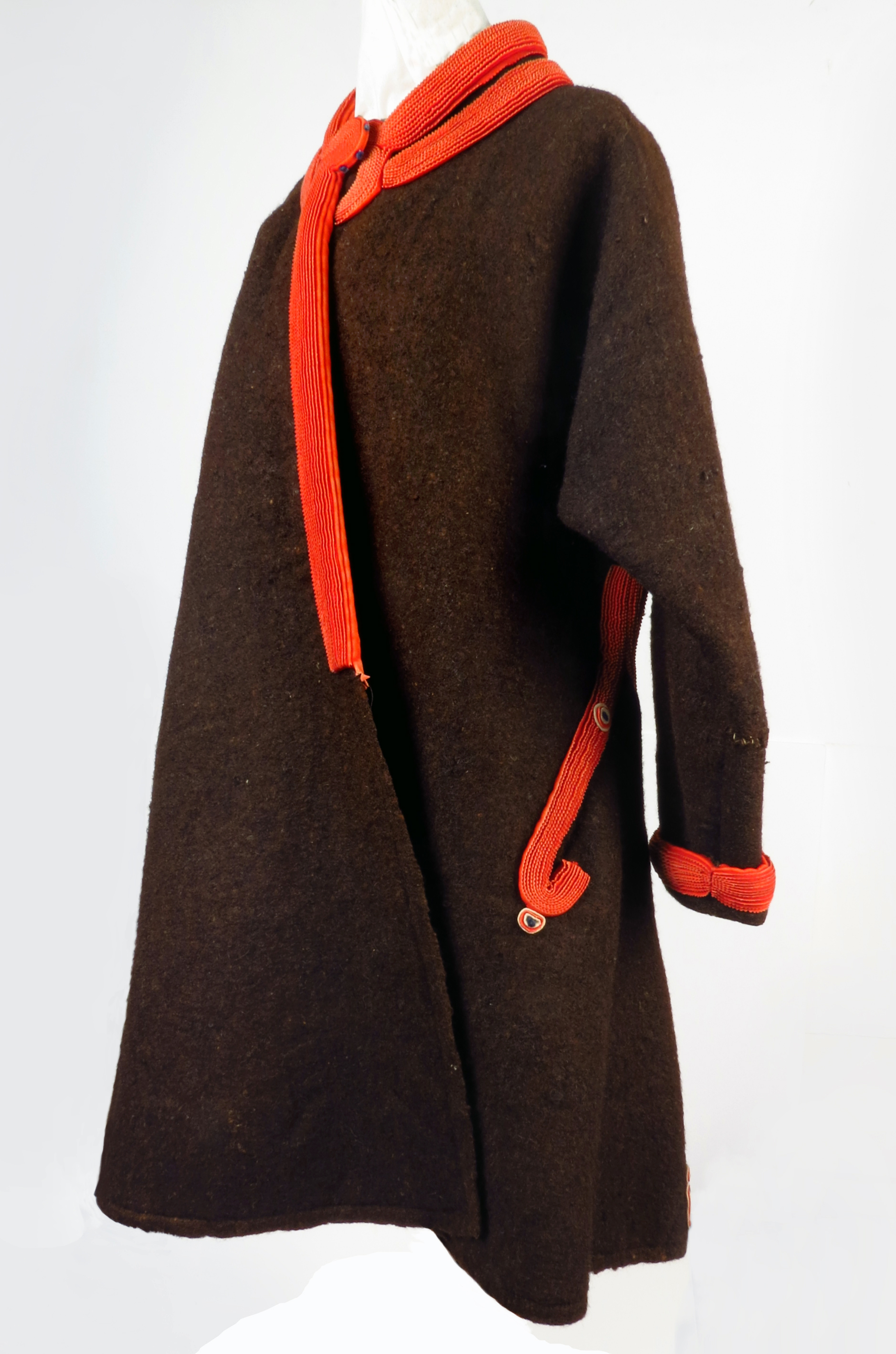
Gunia - strój górali podhalańskich

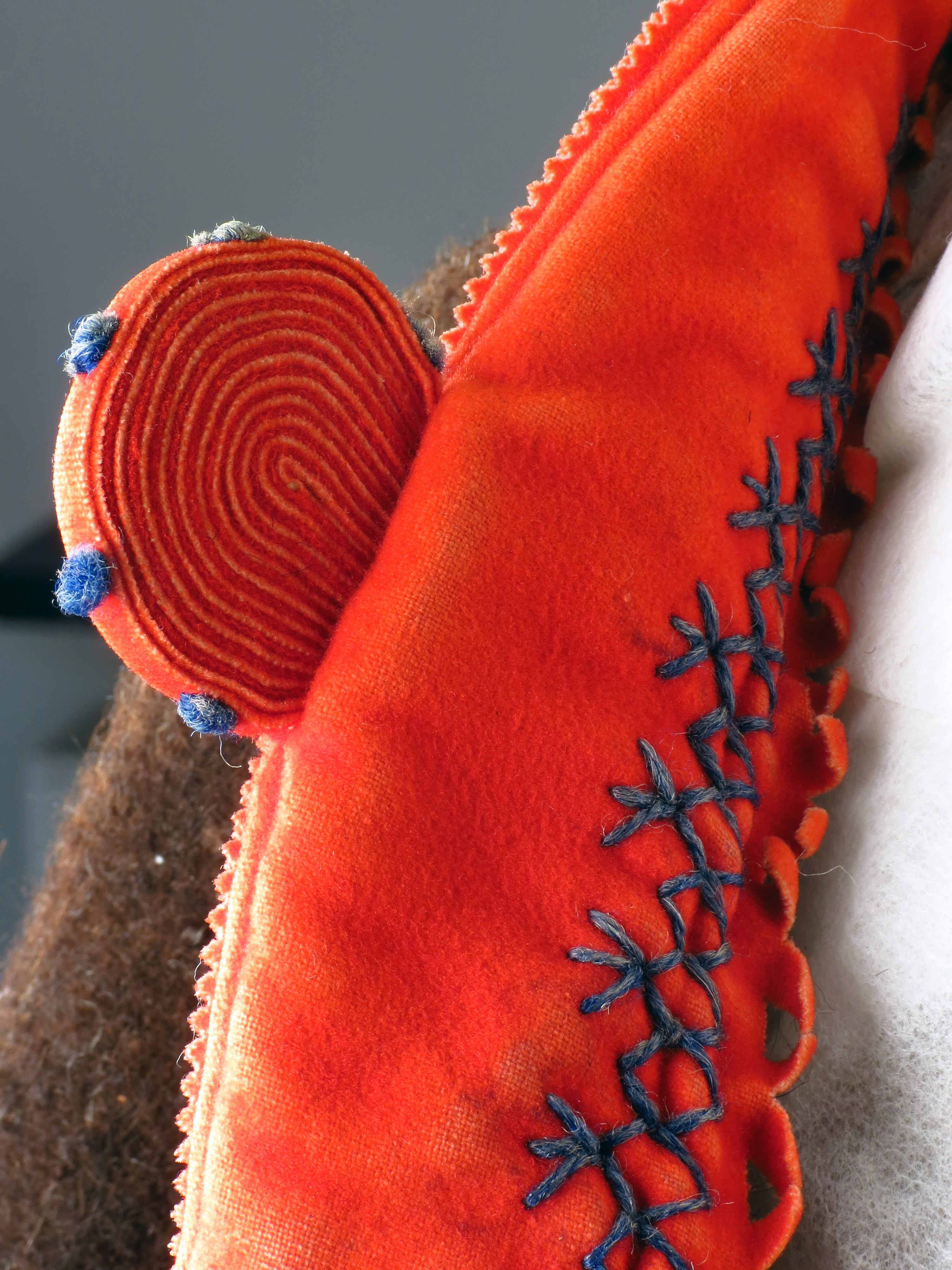
Gunia podhalańska - detal kołnierza, kolekcja Państwowego Muzeum Etnograficznego w Warszawie

Gunia (czasem zdrobniale: guńka) – męskie odzienie wierzchnie górali karpackich, w tym m.in. górali śląskich, czadeckich, żywieckich, babiogórskich i orawskich. Na wschód od doliny Dunajca (m.in. u Łemków, Bojków czy Hucułów) analogiczny element męskiego ubioru nosi nazwę czuha lub cuha. U Podhalan gunia nazywana jest czasem „burą cuhą”.
Gunia posiada formę obszernego płaszcza z szerokimi rękawami, o kroju poncza poprzecznego. Wykonywana jest z grubego, spilśnionego w foluszu i prawie nieprzemakalnego sukna samodziałowego koloru ciemnobrunatnego (tzw. czornego) lub z domieszką wełny białej (tzw. siwego). Na gunię potrzeba „siągę” sukna, tj. tyle, ile wynosi zasięg rozłożonych rąk przyszłego użytkownika. Wykrawa się ją z prostokątnego płata sukna, którego szerokość (od 112 do 132 cm) wynika z szerokości góralskiego warsztatu tkackiego i decyduje o długości okrycia. Krój guni jest jednym z najbardziej archaicznych spośród wszystkich europejskich ubiorów, jakie dotrwały do XX w.
Najprostszy krój występuje u górali śląskich: jedyne szwy krawieckie w śląskiej guni znajdują się wzdłuż rękawów i w poprzek piersi. Z powodu tak prostego kroju dość sztywna gunia ubrana w rękawy źle leży na ciele i utrudnia ruchy rąk. Gunie górali Beskidu Śląskiego nie posiadają kołnierza. Krawędzie wycięcia pod szyję przechodzą w kraje przednich skrzydeł guni, wskutek czego przody schodzą się z sobą jedynie u dołu odzienia. Gunie śląskie są dość długie, sięgają zwykle do kolan, czasem nawet niżej.
Czym dalej na wschód tym krój guni bardziej się udoskonala. Na Żywiecczyźnie kliny sukienne wszyte przy szyi sprawiają, że gunia lepiej leży na ramionach. Jej rękawy zwężają się też nieco ku dołowi. U górali babiogórskich gunia ma już zalążek kołnierza, a na Orawie na południowych stokach Babiej Góry – wysoki, stojący kołnierz, doszyty z osobnego pasa materiału. W tych regionach również (np. w Zawoi), gdzie pracowały węższe warsztaty tkackie, w celu zachowania kroju poncza poprzecznego, a jednocześnie uzyskania odpowiedniej długości okrycia bez sztukowania sukna, stosowano zmodyfikowany krój guni, z dwoma doszywanymi płatami materiału na piersiach.
Gunie nie mają żadnego zapięcia – wiązano je pod szyją na rzemyk lub zapinano ozdobną mosiężną spinką. Jedyną ozdobę guni stanowią obszycia, zwane też lemką, biegnące wzdłuż brzegów ubioru. Są one wykonywane ze skręconych „we czworo” kolorowych sznurków, zwanych wójkami lub włóczkami. Ilość sznurków obszycia waha się od 2 (pierwotnie np. w Istebnej i Brennej) przez 4-6 w okolicach Jeleśni do 10 (po I wojnie światowej; Istebna, Wisła). „Dawniej płaciło się krawcowi od roboty guni tyle szóstek, tyle razy po 20 halerzy (...), ile sznurków kazał sobie chłop naszyć na guni” (S. Udziela). Znacznie bardziej rozbudowane obszycia, zwłaszcza wokół szyi, występowały np. w Zawoi, a najbogatsze – na Orawie. Również dobór tradycyjnych barw był różny: pozwalał on identyfikować stroje z różnych regionów, a nawet z poszczególnych wsi.

Guni nie wdziewano w rękawy: noszono ją zwykle zarzuconą na ramiona, a w cieplejsze dni – przerzuconą przez jedno ramię. Ponieważ odzież góralska nie była zaopatrzona w kieszenie, często jeden lub oba rękawy guni były zaszyte lub związane sznurkiem i pełniły rolę schowków na fajkę, mieszek z tabaką itp. Nową gunię noszono najpierw przez 10 lat od „święta” (do kościoła, na wesela, jarmarki itp.), a następnie dopiero jako strój „na co dzień”. Podniszczone (i znacznie „miększe”) gunie służyły jako wierzchni ubiór roboczy, zwłaszcza zimą w czasie zwózki drewna. Tylko wówczas górale wkładali ręce w rękawy guni („nawlekali gunię”) i przepasywali ją rzemieniem, za który – celem uzyskania większej swobody ruchów – zatykali poły odzienia.

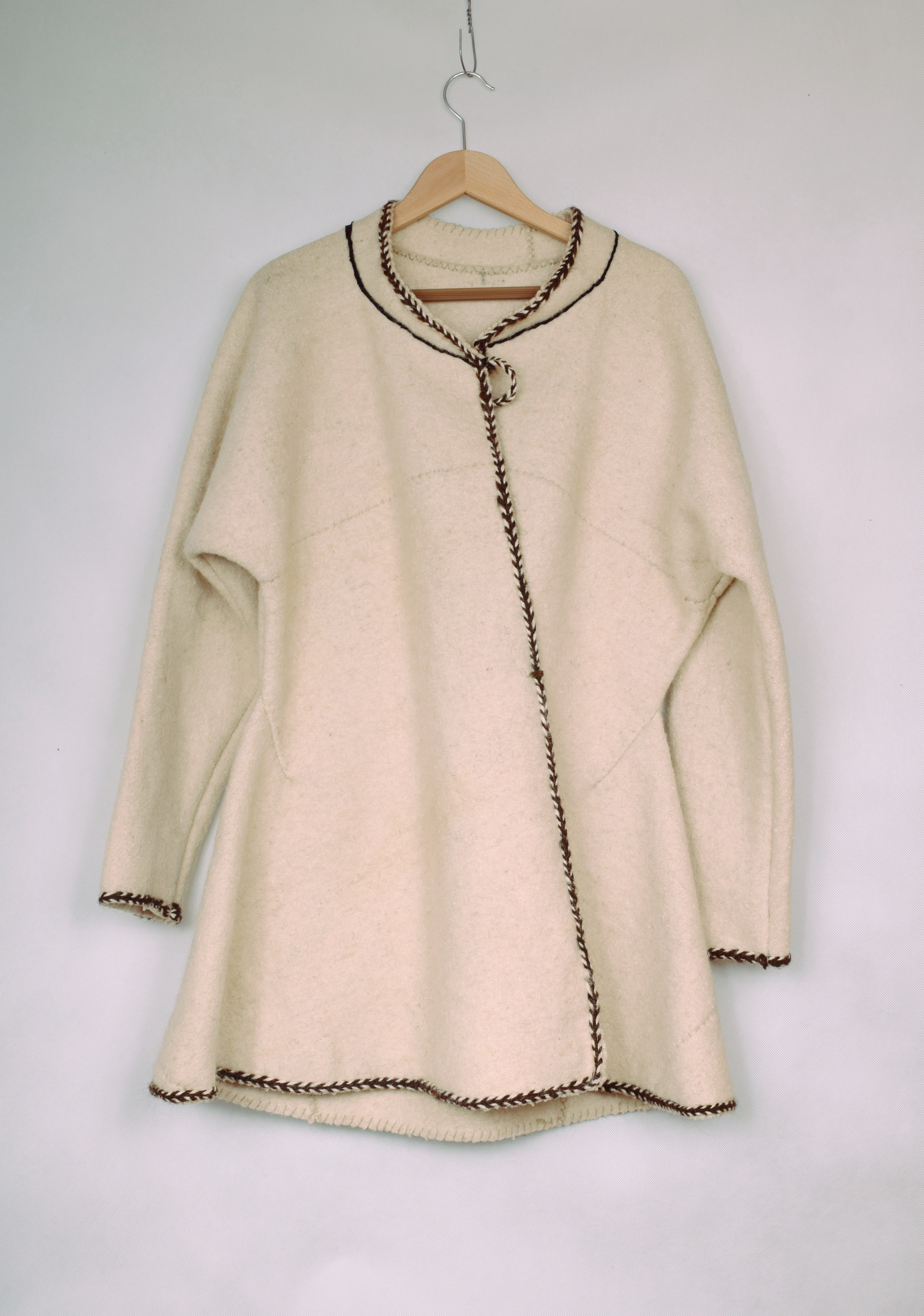
Cuha podhalańska - kolekcja Muzeum Tatrzańskiego w Zakopanem

Gunia miała wszechstronne zastosowanie. Chroniła przed chłodem i przed deszczem. W czasie deszczowej pogody często zakładano gunię „na ręby” (lewą stroną na wierzch), w celu ochrony licowej, zdobionej strony odzienia. Przykrywano się nią również podczas snu, zwłaszcza kiedy sypiano na ławie lub na piecu, a także w szałasie.